# Villa Primerose
Ne doit pas être confondu avec Villa Primrose.
Pour l’article homonyme, voir Primerose.
La villa Primerose était une maison coloniale située à Fort-de-France dans le département de la Martinique en France. Construite en 1906, elle était une des nombreuses maisons de style colonial de la route de Didier. Elle est inscrite aux monuments historiques en 2004 et détruite par un incendie en 2014.

## Historique
Construite en 1906 par l'architecte Raoul de Jaham, la villa Primerose est un exemple de demeure coloniale mélangeant des éléments des architectures du sud des États-Unis et des Antilles. Conçue en bois sur trois niveaux, ses balcons présentent des éléments décoratifs (croisées) repris dans le bâtiment plus récent construit sur la parcelle historique.
La villa et sa dépendance sont inscrites au titre des monuments historiques en 2004.
Alors qu'elle est en restauration, la villa est détruite par un incendie dans la nuit du 22 juillet 2014,.

## Galerie

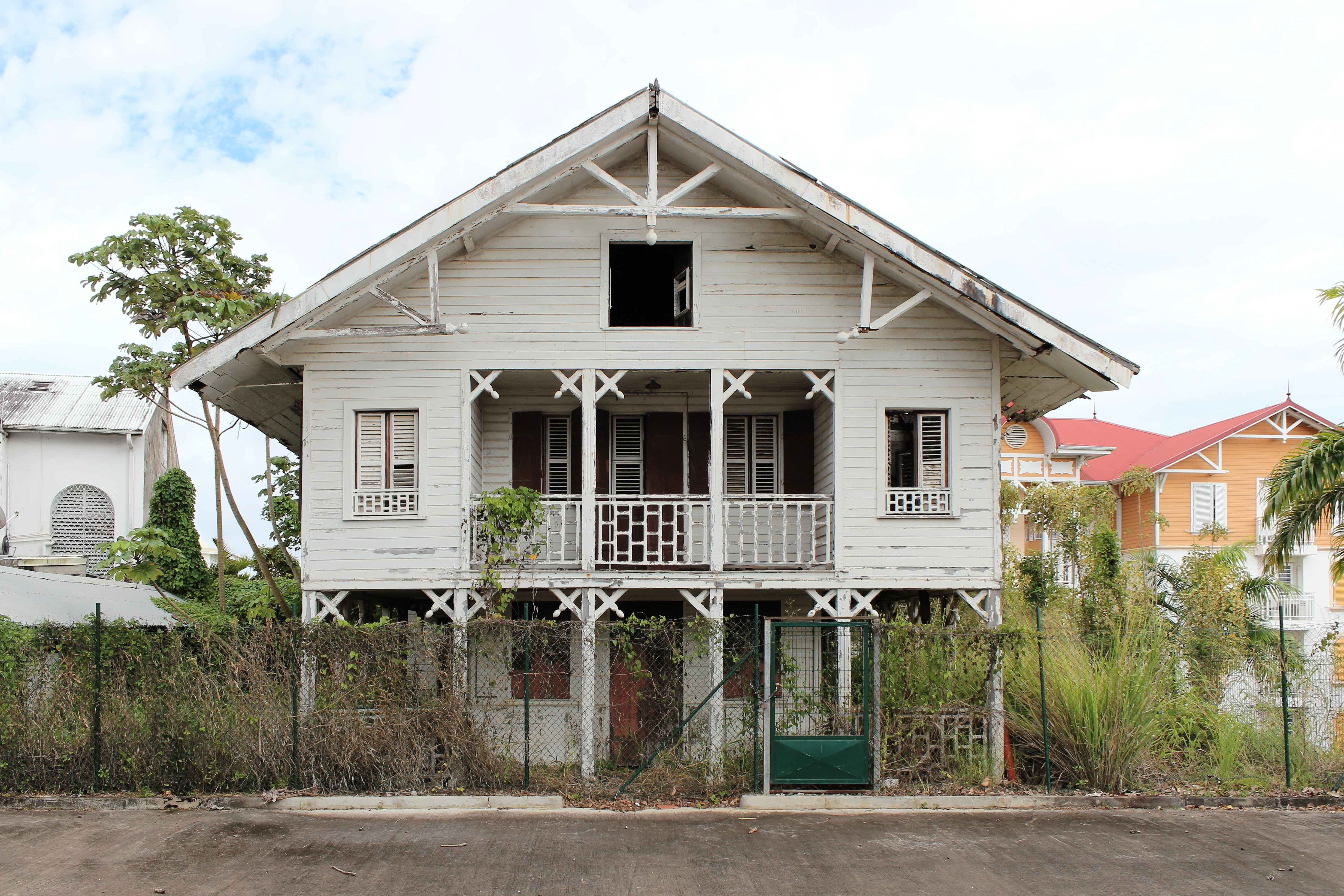
Façade principale de la villa.
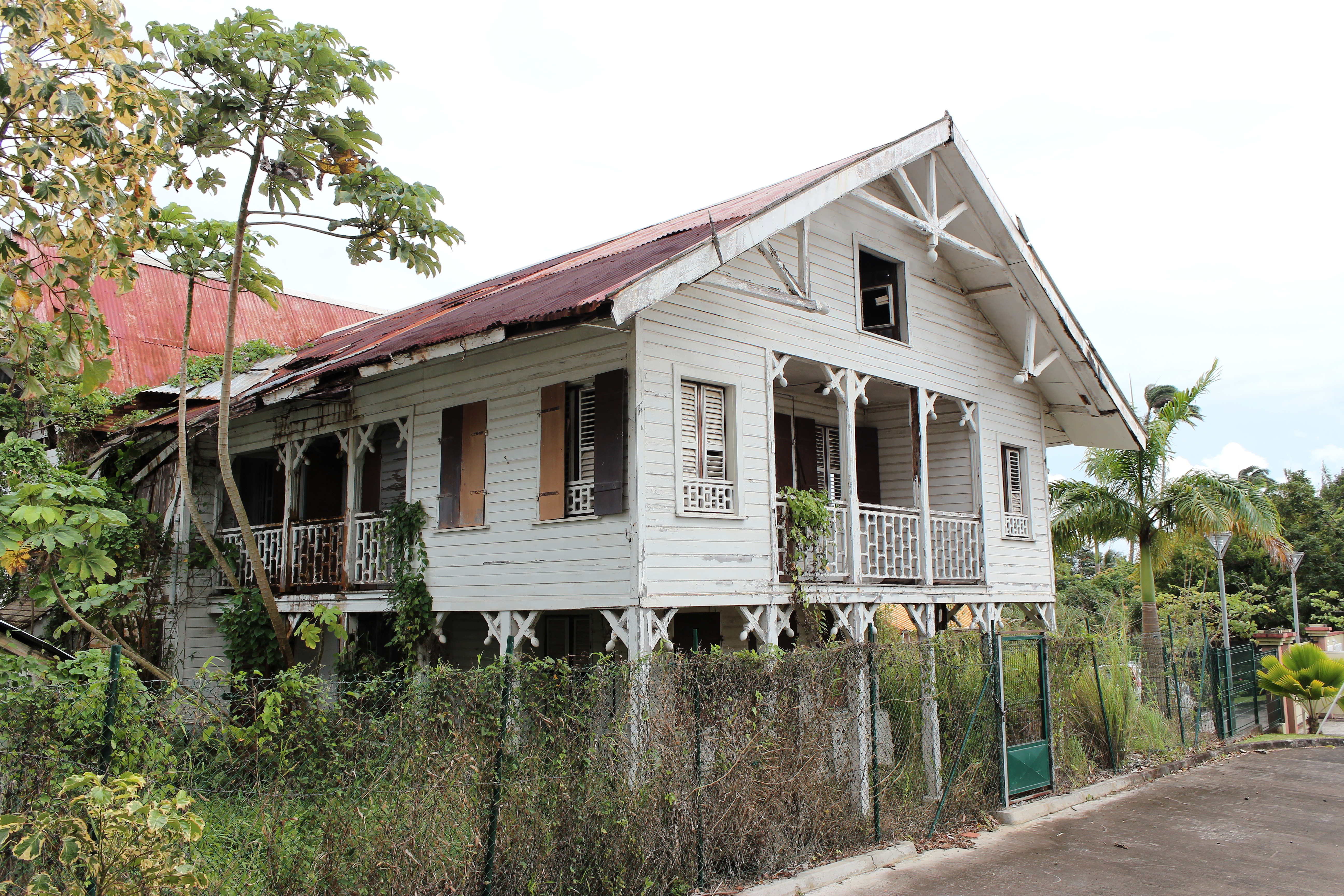
Façade principale et façade nord.
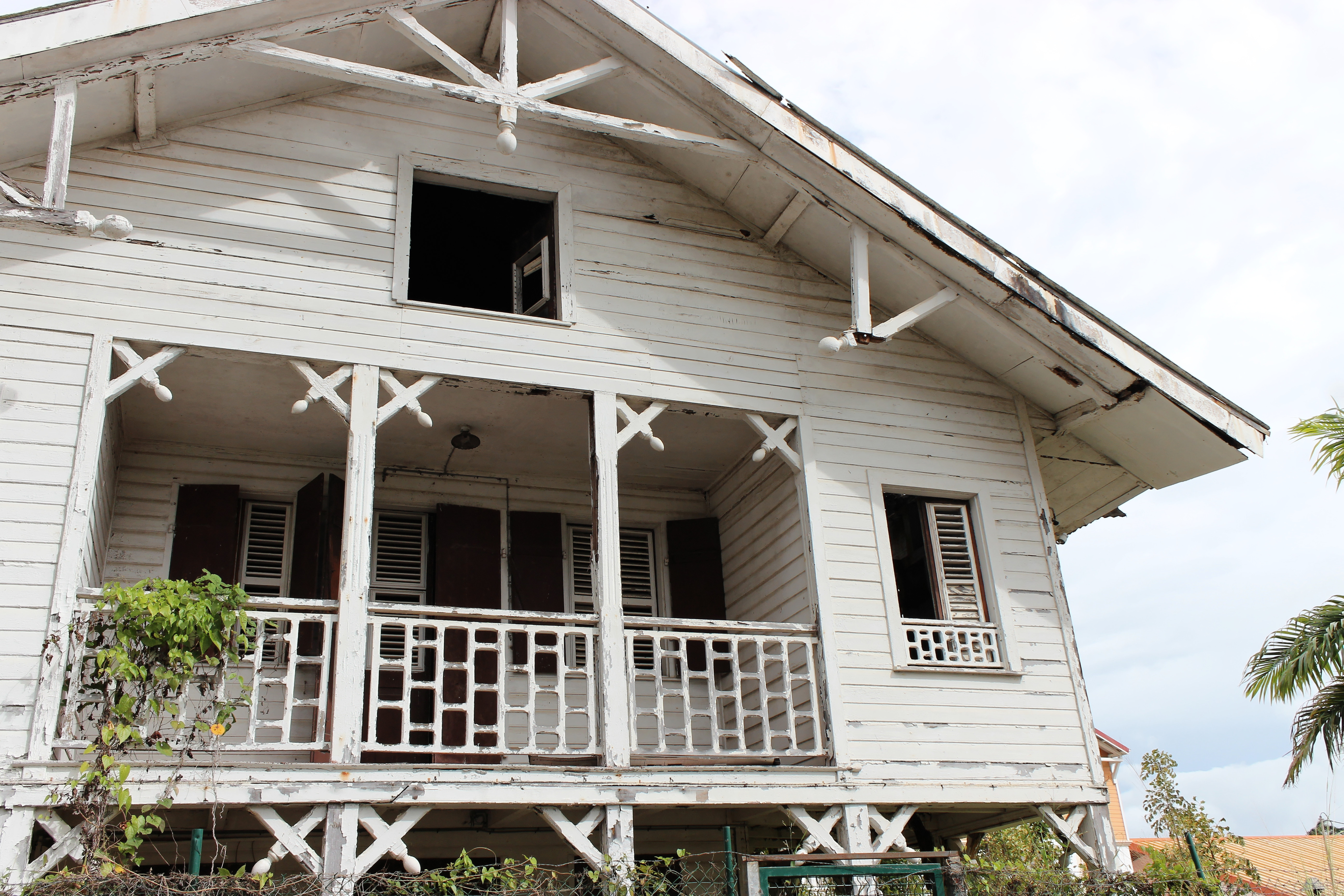
Détail de la façade principale et de son balcon.
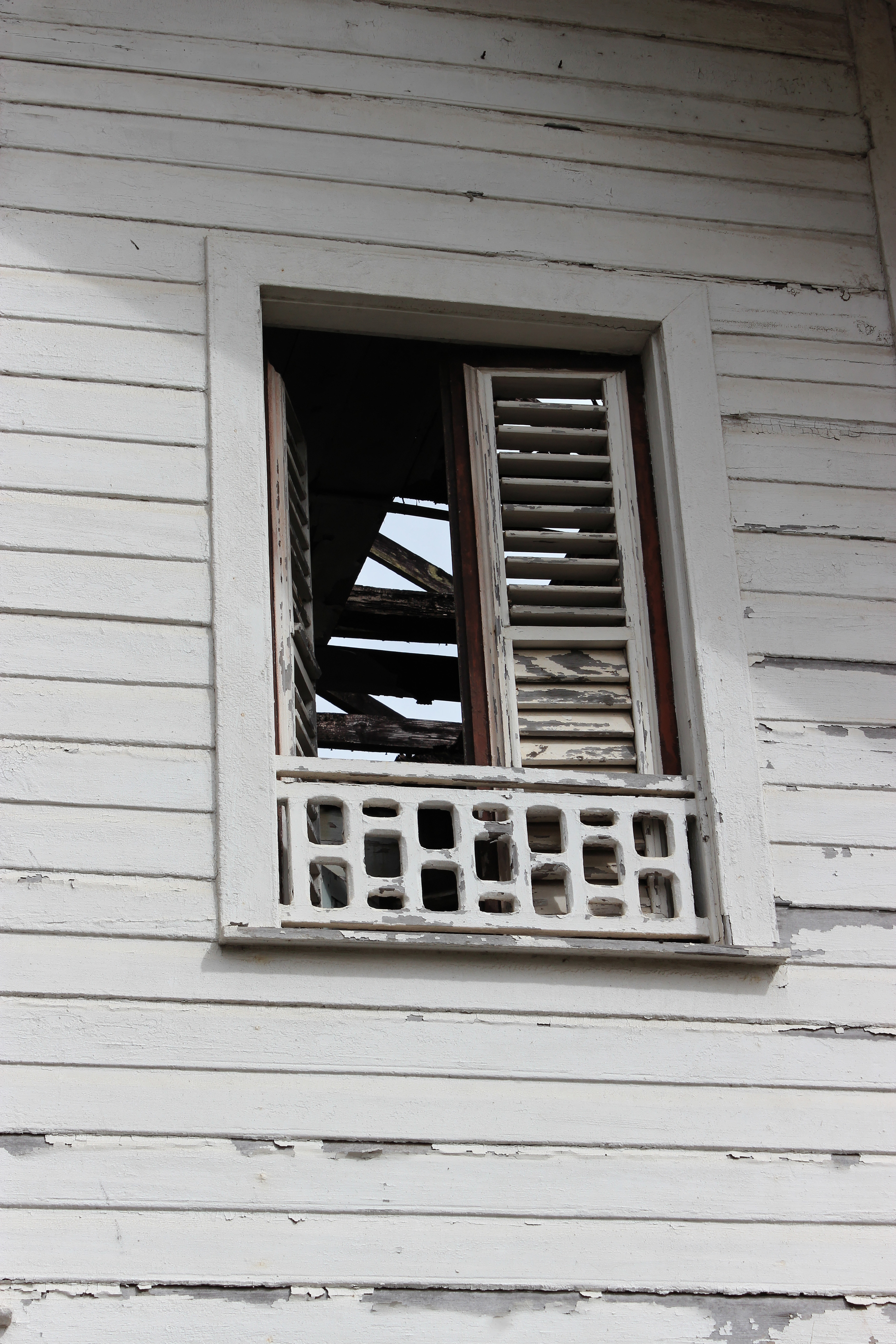
Des parties de la toiture manquent, vue à travers une fenêtre de la façade principale.